# Anisogomphus caudalis
Anisogomphus caudalis är en trollsländeart som beskrevs av Fraser 1926. Anisogomphus caudalis ingår i släktet Anisogomphus och familjen flodtrollsländor. IUCN kategoriserar arten globalt som otillräckligt studerad. Inga underarter finns listade i Catalogue of Life.